# 젠제강
젠제강(독일어: Sense, 프랑스어: Singine, 프랑코프로방스어: Singena, 현지어 Chindzena [ʃɛ̃ˈdzəna])은 스위스 자네강의 오른쪽 지류이다. 젠제강은 프리부르와 베른주 사이의 경계를 이루는 강이다. 간트리슈산에서강과 슈바르츠제 호수에서 흘러나오는 바르메 젠제강은 촐하루스에서 합류하여 젠제강의 기원을 형성한다.
젠제강은 15 km 길이의 협곡을 통해 흐른다. 이 협곡은 급류 스포츠뿐만 아니라, 수영과 목욕, 특히 나체주의자들 사이에서 인기가 있다. 주요 지류는 슈바르츠바세강이다.
약 35km 후에 젠제강은 라우펜에서 자네강과 합류한다. 젠제강의 수위는 거센 폭풍우 동안 급격히 상승할 수 있기 때문에 불확실한 기상 조건에서 강바닥 근처에 머무르는 것은 위험하다.